# Verona (New Jersey)
Verona ist ein Township im Essex County des Bundesstaats New Jersey in den USA. Das U.S. Census Bureau ermittelte bei der Volkszählung 2020 eine Einwohnerzahl von 14.572.

## Geographie
Nach dem United States Census Bureau hat die Stadt eine Gesamtfläche von 7,2 km², davon 7,1 km² Land und 0,1 km² (0,72 %) Wasser.

## Demographie
Nach der Volkszählung von 2000 gibt es 13.533 Menschen, 5.585 Haushalte und 3.697 Familien in der Stadt. Die Bevölkerungsdichte beträgt 1.900,0 Einwohner pro km². 92,99 % der Bevölkerung sind Weiße, 1,53 % Afroamerikaner, 0,02 % amerikanische Ureinwohner, 3,41 % Asiaten, 0,06 % pazifische Insulaner, 0,71 % anderer Herkunft und 1,27 % Mischlinge. 3,45 % sind Latinos unterschiedlicher Abstammung.
Von den 5.585 Haushalten haben 29,4 % Kinder unter 18 Jahre. 56,3 % davon sind verheiratete, zusammenlebende Paare, 7,3 % sind alleinerziehende Mütter, 33,8 % sind keine Familien, 30,0 % bestehen aus Singlehaushalten und in 15,8 % Menschen sind älter als 65. Die Durchschnittshaushaltsgröße beträgt 2,42, die Durchschnittsfamiliengröße 3,06.
22,5 % der Bevölkerung sind unter 18 Jahre alt, 4,3 % zwischen 18 und 24, 28,8 % zwischen 25 und 44, 25,1 % zwischen 45 und 64, 19,3 % älter als 65. Das Durchschnittsalter beträgt 41 Jahre. Das Verhältnis Frauen zu Männer beträgt 100:89,1, für Menschen älter als 18 Jahre beträgt das Verhältnis 100:83,8.
Das jährliche Durchschnittseinkommen der Haushalte beträgt 74.619 USD, das Durchschnittseinkommen der Familien 97.673 USD. Männer haben ein Durchschnittseinkommen von 60.434 USD, Frauen 43.196 USD. Der Prokopfeinkommen der Stadt beträgt 41.202 USD. 3,3 % der Bevölkerung und 1,4 % der Familien leben unterhalb der Armutsgrenze, davon sind 2,6 % Kinder oder Jugendliche jünger als 18 Jahre und 6,2 % der Menschen sind älter als 65.

## Söhne und Töchter der Stadt
- John Bogle (1929–2019), Unternehmer und Autor
- Jay Mohr (* 1970), Schauspieler und Komiker
- Anthony Fasano (* 1984), American-Football-Spieler
- Dan DePalma (* 1989), American-Football- und Canadian-Football-Spieler